# Cyrille Regis
Cyrille Regis, né le 9 février 1958 à Maripasoula (Guyane) et mort le 14 janvier 2018, est un footballeur anglais.

## Palmarès
- 5 sélections et 0 but avec l'équipe d'Angleterre entre 1982 et 1987.
- Vainqueur de la Coupe d'Angleterre en 1987 avec Coventry City.